# Hour of Victory
Hour of Victory (произносится [ˈaʊə əv ˈvɪkt(ə)ri]; с англ. — «Час победы») — компьютерная игра в жанре шутера от первого лица, созданная по мотивам событий Второй мировой войны, разработанная американской компанией N-Fusion Interactive и изданная Midway Games в июне 2007 года для версии на Xbox 360 и в феврале 2008 года для Microsoft Windows. Демоверсия игры появилась 1 июня 2007 года в Xbox Live Marketplace. Локализацией игры в России занималась компания «Новый Диск». На территории РФ Hour of Victory вышла 28 февраля 2008 года исключительно в версии для платформы Microsoft Windows. Игра вышла в продажу в джевельной и подарочной упаковках. Дубляж локализаторы оставили оригинальным, добавив только субтитры и перевод внутриигрового меню.
По сюжету игры, нацистская Германия начала ядерную программу «Готтердаммерунг» и даже собрала в Берлине ядерный реактор. Игроку необходимо уничтожить её и разрушить планы немцев.
Игра была негативно воспринята критиками и получила низкие оценки от игровых изданий. Это первая компьютерная игра о Второй мировой войне, созданная на движке Unreal Engine 3.0. Саундтрек к игре написал американский композитор Джейсон Грейвс, который позже был задействован как автор музыки в таких проектах, как F.E.A.R. 3 и Dead Space 2. До выхода Hour of Victory разработчики достаточно высоко позиционировали игру и выделяли её на фоне игровых серий Call of Duty и Medal of Honor, утверждая, что «это как „Индиана Джонс“ по сравнению со „Спасти рядового Райана“».

## Игровой процесс

### Общие сведения
Hour of Victory представляет собой шутер от первого лица, в основу сюжета которого положены события Второй мировой войны. Действие шутера происходит в Северной Африке и Европе. На протяжении всей игры вражескими персонажами являются солдаты нацистской Германии, а игрок — одним из трёх бойцов: солдат коммандос, снайпер или шпион. Чтобы противостоять неприятелю, игроку предоставляется возможность использования большого количества оружия, управления танками и зенитным орудием. Геймплей Hour of Victory является схожим с особенностями игр Commandos: Strike Force и Call of Duty 2. Из первой разработчики позаимствовали количество главных героев, линию обзора и уровень шума у вражеских персонажей, из второй — автоматическое восстановление уровня здоровья, занимающее около минуты, и «дроблёную структуру повествования». В игре присутствует проблема с управлением, когда после внутриигрового ролика персонаж самопроизвольно начинает двигаться вперёд. Помимо этого, отмечаются частые «вылеты в систему». Игра имеет несложное управление благодаря интуитивно-понятному интерфейсу. Функция сохранения недоступна игроку напрямую, игра записывается автоматически на определённых контрольных точках (англ. checkpoint). Всего геймплей занимает 4—5 часов.
В Hour of Victory, в версии как для Xbox 360, так и для ПК, встроена система достижений, которая заключается в выполнении ряда второстепенных заданий, преодолении определённых сюжетных поворотов и т. п. Заработанные достижения не дают никаких преимуществ при прохождении, они лишь отмечаются в сетевой статистике Xbox Live. С момента выпуска игры в ней присутствуют 50 достижений, связанных и с кампанией, и с мультиплеером.

### Персонажи

Арт к игре Hour of Victory, изображающий одного из протагонистов, лейтенанта Уильяма Росса

Одна из особенностей игрового процесса Hour of Victory — это наличие сразу трёх играбельных главных героев, каждый из которых обладает уникальными способностями. Первый из них — лейтенант Уильям Росс (англ. William Ross) — британский спецназовец и член спецподразделения SAS, способный передвигать тяжести, освобождая себе путь. К тому же он обладает большим запасом здоровья по сравнению с другими персонажами. Второй — сержант Кельвин Блэкбул (англ. Calvin Blackbull) — рейнджер армии США и снайпер. Блэкбул способен надолго задерживать своё дыхание, поэтому при игре за этого персонажа прицел снайперской винтовки не дрожит во время прицеливания. Плюс ко всему он обладает навыком использования альпинистского крюка («кошки») и может забираться на здания, стены и т. п., но не везде, а лишь в некоторых специально отмеченных местах. Третий — майор Эмброуз Таггерт (англ. Ambrose Taggert) — оперативник Бюро Стратегических Служб США, разведчик. Этот персонаж способен прятаться в укрытия, вследствие чего он становится незаметным для врагов. Также уникальны его навыки: вскрытие замков и перерезание колючей проволоки. Некоторые уровни в Hour of Victory игрок может пройти разными путями, используя уникальные способности одного из персонажей, то есть не все области локации доступны, например, Таггерту, туда игроку возможно попасть, лишь играя за Блэкбула. Но даже при разнообразии персонажей тактика прохождения практически одинакова. В начале большинства уровней игроку предлагается выбор, за какого из трёх героев играть, но есть некоторые миссии, где игрока этой возможности лишают, так как те предназначены для прохождения определённым персонажем. Например, уровень «Побег» (англ. The Breakout) предназначен для прохождения Таггертом, а миссия «Битва титанов» (англ. Clash of the Titans) — исключительно Блэкбулом.

### Враги и оружие
Помимо простых солдат нацистской Германии игроку встречаются и их командиры, которые являются важным элементом в координировании поведения врага. Они могут управлять другими солдатами, приказывать им использовать подавляющий огонь, исходя из позиции игрока, и применять другие продвинутые тактики. При отсутствии этих командиров другие солдаты ведут менее согласованную атаку и больше обращают внимание на самосохранение. Враги имеют три уровня атаки, которые включаются в зависимости от производимого игроком уровня шума. Каждый находящийся поблизости вражеский персонаж отмечается на мини-радаре, располагающемся на окне игрового интерфейса, соответствующим цветом: зелёным, оранжевым и красным, означающим уровень атаки врага. По ходу прохождения игрок противостоит не только пехотным войскам, но и самолётам, а также бронетехнике такой как танки «Тигр», автомобили повышенной проходимости «Volkswagen Тур 82 (Kübelwagen)» и бомбардировщики «Junkers Ju 88». Каждый из главных героев носит с собой два типа оружия. Росс имеет в арсенале табельный револьвер Webley Mk VI и самозарядный карабин M1A1, Блэкбул — винтовку Springfield M1903 с оптическим прицелом и пистолет М1911 (A1), Таггерт (единственный из персонажей носит холодное оружие) — пистолет-пулемёт STEN и ножи. В игре встречаются и другие виды вооружения: американский средний танк «Шерман», зенитная установка, станковый пулемёт, штурмовая винтовка Третьего рейха StG 44, немецкий единый пулемёт MG 42, американская самозарядная винтовка M1 Garand, противотанковый гранатомет Panzer Shrek, а также траншейное ружье и гранаты. Управляя танком, игрок может вести огонь не только из танкового орудия, но и из пулемета. Не считая гранаты, главный персонаж способен носить в арсенале лишь два вида оружия.

### Мультиплеер
В игре имеются три вида многопользовательского режима: «Командный бой» (англ. Deathmatch), «Захват флага» (англ. Capture the Flag) и «Опустошение» (англ. Devastation). В «Опустошении» игроки сражаются за обладание бомбой, используя которую, необходимо взорвать три мишени вражеской команды — генераторы. Команда, первой уничтожившая все генераторы противника, побеждает. Многопользовательские сражения разворачиваются на шести картах, по дизайну похожих на уровни в игре. В данном режиме не доступны главные персонажи кампании и их уникальные способности. Взамен игрок представляется бойцом одной из национальных армий: британской, американской, нацистской или советской. В зависимости от карты тип армии может измениться. Например, в Северной Африке союзники представлены британскими войсками, а в Берлине — советскими. В мультиплейере имеется тот же широкий выбор оружия, как и в однопользовательском режиме, но за исключением гранат, убранных разработчиками ради повышения интереса к геймплею, так как зачастую игровой процесс в многопользовательском режиме сводится к «перебрасыванию» гранатами. Также в командном режиме присутствуют управление танком и автоматическое восстановление здоровья. Мультиплейер осуществляется через System Link или Xbox Live с поддержкой до 12 игроков.

## Сюжет
Сюжет игры разделён на три кампании: «Освобождение Аль-Шатара», «Атака на замок Фестенбург» и «Крайние меры».

### Освобождение Аль-Шатара
1942 год. Некий британский военный командующий диктует капралу письмо, которое необходимо будет в трёх экземплярах разослать троим офицерам американской и британской армий: Кельвину Блэкбулу, Эмброузу Таггерту и Уильяму Россу (см. подраздел «Персонажи»). Согласно содержанию письма всем троим приказано прибыть 15 мая на авиабазу ВВС Великобритании, расположенную в Аль-Шатаре, Киренаика, Ливийские колонии, где они будут переданы в расположение командования майора Колмана. По прибытии офицеров в указанное место майор рассказывает им, что пару лет назад немцы начали ядерную программу под кодовым названием «Готтердаммерунг» (нем. Götterdämmerung), названную так в честь одноимённой оперы немецкого композитора Рихарда Вагнера. В это время раздаётся сигнал тревоги — войска немцев прорвались в Аль-Шатар. С этого момента начинается первая кампания. В конце концов британские войска совместно с протагонистами игры отбивают Аль-Шатар и уничтожают войска немцев, вторгшихся туда.

### Атака на замок Фестенбург
1944 год. Офицеры-протагонисты в штабе некого американского военного командующего. Тот рассказывает им о секретных документах, найденных на борту «Зига», который офицеры затопили в прошлом году. Судя по информации в них, главным идеологом программы «Готтердаммерунг» является датский физик доктор Мартин Филдер, семью которого взяли в заложники фашисты, и он вынужден принимать участие в проекте. Немцы держат доктора в замке Фестенбург, что в Баварских Альпах в Германии. Его необходимо спасти, но американское командование не может десантировать туда войска из-за сильного зенитного прикрытия. Задание поручают офицерам. С этого начинается вторая кампания игры.
На территорию замка офицеры попадают в вагончике по канатной дороге. Там Таггерт в одиночку проникает через канализационную систему замка в подвал Фестенбурга, где в одиночной камере заключён доктор Филдер. Дав ему оружие, Таггерт вместе с ним выбирается из подвальных помещений. На поверхности Эмброуз встречает остальных офицеров. Затем они с доктором добираются до внутреннего двора замка и, угнав немецкий танк, покидают Фестенбург.

### Крайние меры

Скриншот игры Hour of Victory. Кампания «Освобождение Аль-Шатара». Миссия «Холм»

1945 год. Советские войска уже в Берлине. Протагонисты прибывают в штаб советского полковника Иванова, где узнают от него, что доктор Филдер (спасённый ещё в предыдущей кампании) занимается созданием ядерной бомбы. Также полковник сообщает о существовании ядерного реактора на территории Берлина, и при своём поражении немцы вызовут в нём цепную реакцию. Поражение нацистов очень скоро, так как Советская Армия одержит победу уже в ближайшие дни. Немцы об этом знают и могут в любой момент запустить реактор.
Главные герои вместе с солдатами Советской Армии и танками Т-34 входят в Берлин. Но танки не могут проехать дальше по улице из-за засады немецких гранатомётчиков. Их успешно нейтрализует Блэкбул, освобождая путь. Протагонисты добираются до университетской библиотеки, крадут оттуда чертежи реактора, затем находят сам реактор, нарушают работу его вентиляционной системы, тем самым его уничтожая.
У героев было ещё одно задание — поймать и доставить живым некоего высокопоставленного нациста Штеклера. Они проникают в здание Рейхканцелярии, где он и прячется. Герои загоняют Штеклера в его собственный кабинет, но их оглушает взрыв. Здание оказывается разрушено. Теперь им противостоят наряду со Штеклером отряды немецких солдат и танки. При убийстве Штеклера игра заканчивается.

## Разработка и продвижение
| Системные требования    | Системные требования | Системные требования |
| ----------------------- | --- | --- |
|                         | Рекомендации | |
| Microsoft Windows       | | |
| ОС                      | Windows XP Service Pack 2 | Windows XP Service Pack 2 |
| ЦПУ                     | Процессор Pentium 4 2,4 ГГц или аналогичный AthlonTM XP                                                                                | Процессор Pentium 4 2,4 ГГц или аналогичный AthlonTM XP                                                                                |
| Объём ОЗУ               | 1 GB | 1 GB |
| Место на диске          | 7 GB | 7 GB |
| Информационный носитель | 1 DVD | 1 DVD |
| Видеокарта              | 3D-видеоадаптер с памятью 256 МБ, совместимый с DirectX 9.0с, поддерживающий шейдеры 3.0 (Nvidia GeForce 6800 GT или ATI Radeon X1600) | 3D-видеоадаптер с памятью 256 МБ, совместимый с DirectX 9.0с, поддерживающий шейдеры 3.0 (Nvidia GeForce 6800 GT или ATI Radeon X1600) |
| Звуковая плата          | Звуковое устройство, совместимое с DirectX 9.0с                                                                                        | Звуковое устройство, совместимое с DirectX 9.0с                                                                                        |
| Устройства ввода        | Клавиатура, компьютерная мышь | Клавиатура, компьютерная мышь |

### Версия для Xbox 360
Чтобы сделать Hour of Victory реалистичней, продюсер игры Джереми Рэй (англ. Jeremy Ray), который ранее работал над платформером The Lost Vikings 2, прочитал множество книг, посвящённых Второй мировой войне, и прослушал записанные интервью с ветеранами. Джереми говорил, что при создании шутера он и команда разработчиков вдохновлялись такими фильмами, как «Там, где гнездятся орлы» и серия об Индиане Джонсе, и пытались сделать игровой процесс похожим на действие этих фильмов.
Во время предварительного тестирования игры фокусной группой оказалось, что игроки отдают симпатии только какому-то одному из трёх персонажей и проходят миссии лишь этим героем, так и не попробовав поиграть за другого. В связи с этим разработчики добавили в игру специальные уровни, заточенные под определённого персонажа, чтобы не дать игрокам сосредоточиться только на одном герое.
Однопользовательскую кампанию и многопользовательский режим создавали две разных команды разработчиков.
Саундтрек к игре написал американский композитор Джейсон Грейвс, который до работы с шутером Hour of Victory уже создал музыкальное сопровождение к таким играм, как Prince of Persia: The Two Thrones и Heroes of Might and Magic V, а после к F.E.A.R. 3 и Dead Space 2.
За процедуру озвучивания и подбор голосов для неё отвечал Брэндан Доннисон (англ. Brendan Donnison). Всего в работе над озвучиванием приняли участие 10 актёров, двое из которых (Роман Латипов и Юрий Круценко) озвучивали советских солдат, а остальные восемь всех прочих персонажей игры: Майкл Н. Харбор, Джон Истмен, Адам Сопп, Дэнни Макколл, Майлс Ричардсон, Гарри Пикокк, Найджел Пикенгтон и Ден Робертс.
Впервые издатель игры Midway Games объявил журналистам о разработке Hour of Victory за закрытыми дверями на выставке Electronic Entertainment Expo в 2006 году. Первое официальное же упоминание об игре состоялось на мероприятии «2007 Midway Gamers' Day» в январе 2007 года в казино «Hard Rock» в Лас-Вегасе. После демонстрации трейлера ММОРПГ Lord of the Rings Online на сцену вышел исполнительный продюсер Марк Колдуэлл (англ. Mark Caldwell) и представил новую игру Hour of Victory, показав её трейлер и описав концепцию геймплея. Следующим появился главный исполнительный директор и президент Midway Дэвид Цукер (англ. David Zucker), который объявил о затратах свыше 100 миллионов долларов на план по разработке игр для консолей следующего поколения (Xbox 360, PlayStation 3, Wii) и ПК. В доказательство вышесказанного он сослался на Hour of Victory. Также Midway подчеркнули эксклюзивность игры для консоли Xbox 360, проинформировав, что она ещё не оценивалась по розничной цене, но поступит в продажу уже летом этого года. Midway планировала выручить $29-миллионный доход в апреле — июне 2007 года посредством розничной продажи Hour of Victory, которая была запланирована к выходу в июне, и файтинга Mortal Kombat: Armageddon, портированного на платформу Wii 29 мая того же года. Демоверсия игры должна была появиться ещё 30 мая 2007 года в Xbox Live Marketplace, но, по заявлению Midway Games, в самый последний момент в игру были внесены технические коррективы, и та вышла 1 июня размером 938 Мб. Демоверсия позволила игрокам опробовать всех трёх протагонистов игры на уровне в Северной Африке. Версия Hour of Victory для Xbox 360 разошлась по миру тиражом около 16 тыс. копий.

### Версия для Microsoft Windows
Первое упоминание о разработке версии Hour of Victory с возрастным рейтингом T (Teen) для платформы Microsoft Windows поступило от рейтинговой системы ESRB, несмотря на то, что компания-издатель Midway настаивала на выходе игры в версии исключительно для консоли Xbox 360. На территории США версия для PC так и не была издана.
Локализацией версии игры в России занималась компания «Новый Диск». На территории РФ Hour of Victory вышла 28 февраля 2008 года исключительно в версии для платформы Microsoft Windows. Игра поступила в продажу в джевельной и подарочной упаковках. Дубляж локализаторы оставили оригинальным, добавив только субтитры и переведя внутриигровое меню. Журнал «Игромания» оценил локализацию в 2 балла из 3.

## Движки

### Общие сведения
Hour of Victory использует в своей работе два игровых движка: Unreal Engine 3.0 от Epic Games и PhysX компании AGEIA. Последний из них отвечает за физические спецэффекты, благодаря чему в игре наблюдается довольно реалистичная пластика падения персонажей. Об использовании движка Unreal Engine 3.0 компания Midway сообщила прессе в январе 2007 года на мероприятии «2007 Midway Gamers' Day». Тот же движок использовали игры Gears of War и Unreal Tournament 3, вышедшие приблизительно в одно время с Hour of Victory. Благодаря применению Unreal Engine 3.0 в игре есть целый ряд разрушаемых элементов в каждом уровне и реалистичные блики на металлических поверхностях. Hour of Victory — это первая компьютерная игра о Второй мировой, созданная на движке Unreal Engine 3.0.

### Отзывы критиков
По заявлениям некоторых игровых изданий, разработчики из N-Fusion Interactive не смогли извлечь максимум выгоды из возможностей используемых движков, вследствие чего, по их словам, в игре наблюдаются некачественные, размытые текстуры, плохие спецэффекты и «кирпичные» лица персонажей. Критик Дэн Лихи с веб-сайта «GameSpy» написа́л в своём обзоре Hour of Victory, что эта игра — «идеальный пример использования хорошего лицензированного движка (Unreal) плохими консольными разработчиками из N-Fusion». Похожее мнение высказал Александр Тараканов из журнала «ЛКИ»: «Картинка <…> — отличный пример того, как не слишком прямые руки могут загубить отличный графический движок». Том Орри, обозреватель с веб-сайта «VideoGamer», так отозвался об использовании игрового движка: «разработчики из N-Fusion Interactive взяли дизайн эпохи 32-разрядных видеоигр и вклинили его в Unreal Engine 3». Кайл Аккерман из блога на игровую тематику «Frictionless Insight» отметил, что использование движка не оправдало своих ожиданий: «Учитывая, что игра построена на Unreal Engine 3, можно надеяться увидеть приемлемые оружие и мультиплейер. Однако это не так».

Из видеообзора сайта «Gameland.ru» на Hour of Victory:

 В славном семействе PC-игр на движке Unreal Engine 3 появился свой урод.

Также некоторые рецензенты критично отнеслись и к работе физического движка PhysX. Обозреватель журнала «Игромания» Александр Садко заметил, что «тела кувыркаются вполне естественно, хотя порой и застывают в невероятных позах». А согласно видеообзору сайта «Gameland.ru» некоторые выпавшие из рук врагов винтовки падают строго перпендикулярно полу, каски зависают в воздухе, и убитые солдаты, падая, «становятся на мостик».

## Обзоры и рецензии
| Сводный рейтинг        | Сводный рейтинг                                                                  |
| Агрегатор              | Оценка                                                                           |
| ---------------------- | -------------------------------------------------------------------------------- |
| GameRankings           | 38,05 %                                                                          |
| Game Ratio             | 42 %                                                                             |
| Metacritic             | 37/100                                                                           |
| MobyRank               | 34/100                                                                           |
| TopTenReviews          | [ 42 ]                                                                           |
| Иноязычные издания     |                                                                                  |
| Издание                | Оценка                                                                           |
| 1UP.com                | D                                                                                |
| AllGame                | (weak)                                                                           |
| Eurogamer              | 2/10                                                                             |
| GameRevolution         | D                                                                                |
| GameSpot               | 2/10 (terrible)                                                                  |
| GameSpy                | (poor)                                                                           |
| GamesRadar+            | 4/10 (flawed)                                                                    |
| IGN                    | 5,7/10(mediocre)                                                                 |
| PALGN                  | 2/10                                                                             |
| TeamXbox               | 4,8/10                                                                           |
| The Adrenaline Vault   | [ 50 ]                                                                           |
| VideoGamer             | 4/10                                                                             |
| WorthPlaying           | 4,0/10                                                                           |
| Русскоязычные издания  |                                                                                  |
| Издание                | Оценка                                                                           |
| Absolute Games         | 40 %                                                                             |
| «PC Игры»              | 5,0/10                                                                           |
| «Игромания»            | 2,5/10                                                                           |
| Награды                |                                                                                  |
| Издание                | Награда                                                                          |
| Official Xbox Magazine | «Worst „Value“ of the Year» в рамках премии «OXM’s 2007 Game of the Year Awards» |
| GameSpot               | «Flat-Out Worst Game» в рамках премии «Best of 2007 Awards»»                     |

### Российские издания
Журнал «Игромания» поставил игре оценку 2,5 балла из 10, назвав Hour of Victory «худшей антирекламой Unreal Engine 3.0». Также журнал отметил штампованность игры, обвинив в подражании серии Call of Duty, низкий уровень искусственного интеллекта («кучка фрицев с интеллектом балтийской устрицы») и «бездарное» использование движка Unreal Engine 3.0. Неотрицательно оценены были только звук (5 баллов) и управление (7 баллов). Журнал дал оценку и российской локализации игры от «Нового Диска», удостоив её двумя баллами из трёх. О переводе он отозвался, что тот «порой хромает, но в целом не плох».
Журнал «Лучшие компьютерные игры» назвал игру «клоном Call of Duty» и обвинил её в излишнем пафосе. Плюс ко всему журнал критиковал непроработанный искусственный интеллект вражеских персонажей, дизайн уровней, плохо сбалансированные карты в сетевом режиме и слишком длительную регенерацию здоровья, отметив, что единственный плюс игры — её можно пройти «за четыре-пять часов». Также журналу не понравился «не слишком захватывающий» и непоследовательный сюжет шутера: «Сначала мы помогаем учёному сбежать из плена; в следующей миссии уже пытаемся остановить немецких учёных, которые хотят взорвать ядерный реактор…»
Интернет-портал «Absolute Games» удостоил шутер баллом 40 % (вяло) из 100 %, назвав его клоном Medal of Honor «с невзрачной картинкой, дубовыми персонажами и шаблонным геймплеем», а также «скучным и технически устаревшим», посчитав, что неудачу игры не исправит даже мультиплейер. А графику и спецэффекты проекта веб-сайт именовал «копеечными» и «в лучших традициях 90-х годов прошлого века». Были восприняты негативно и некоторые особенности геймплея: в частности способность носить в арсенале не более двух видов оружия и «консольная система сохранения на „чекпойнтах“, заставляющая заново проходить солидные куски».
Журнал «PC Игры» поставил игре оценку 5.0 баллов из 10. Обозреватель критиковал «отвратительный дизайн уровней», «неказистые» модели персонажей, работу игрового и физического движков, нелогичность некоторых сюжетных моментов, а также несоответствие исторической действительности, в конце концов, назвав Hour of Victory не игрой, а «сплошным разочарованием» и «самым слабым на сегодняшний день FPS на движке Unreal Engine 3.0». Несмотря на все найденные недостатки, журнал выделил и некоторые достоинства шутера: удобный интерфейс (6.5 баллов из 10), музыкальное сопровождение (6.5/10) и возможность пройти одну миссию тремя персонажами.

### Зарубежные издания
Веб-сайт «GameSpot» дал игре оценку 2,0 (ужасно) из 10, отметив огромное количество ошибок в игре, лёгкие и короткие миссии, а также «уродливую графику, которая делает персонажей похожими на отвратительных зомби». В целом рецензия от GameSpot была резко негативной по отношению к игре. Джефф Герстманн (англ. Jeff Gerstmann), писавший её, указал в конце своего обзора, что мусору «место в сточной канаве, а не на полках». GameSpot выделил лишь одно достоинство Hour of Victory: «к счастью, никто не заставляет играть вас в эту игру».
Веб-сайт «IGN» присудил игре 5,7 баллов из 10 (посредственно), критикуя ряд грубых ошибок в работе искусственного интеллекта и линейное проектирование уровней, благодаря которому игрок может «пробежать всю игру, если захочет», ни разу не выстрелив. О многопользовательском режиме IGN отозвался, что тот «не достоин даже бесплатной Xbox Live подписки».
Веб-сайт «GameSpy» удостоил игру одной звездой из пяти (бедно), отметив, помимо прочего, в отличие от других обозревателей и рецензентов («Игромания», «GameSpot») плохое управление. Также сайт выделил слабый игровой процесс, устаревшие визуальные эффекты и «полусырой мультиплейер», проиронизировав, что плюс игры: «благодаря Второй мировой войне мы всё ещё живём в свободной стране и не обязаны играть в это».
Сайт «Worthplaying.com» присудил игре оценку 4.0 из 10. Среди минусов он выделил путаную сюжетную линию, одинаковый звук выстрелов как из автоматов, так и из винтовок, «деформированные лица» и неестественные движения персонажей. Среди плюсов — высокий уровень сложности, который компенсирует ломанность искусственного интеллекта, хорошее озвучивание и те уровни, которые заточены под определённого персонажа.
Сайт «GamesRadar» оценил игру в 4 балла из 10 (дефектно), обвинил её в практической необходимости лишь одного персонажа (Уильям Росс) при наличии трёх, в «изобилии ошибок» и «супер тупом ИИ». Также он критиковал работу физического движка, сказав, что враги исполняют «поистине истерический брейк-данс, пока умирают». Среди прочего сайт положительно отметил «крутые» звуковые эффекты.
Веб-сайт «Eurogamer» дал игре 2 балла из 10, отметив, что «помпезный» оркестровый саундтрек «похож на шутку её авторов». Сайт в целом отрицательно отозвался о шутере, в частности об искусственном интеллекте: «немцы бегают вокруг, словно страдающие от головокружения дети», добавив в конце, что игру следовало назвать не Hour of Victory (с англ. — «Час победы»), а «Several Hours of Abject Misery» (с англ. — «Несколько часов ужасных мучений»).
Веб-сайт «Videogamer» поставил шутеру 4 балла из 10 за «бедный искусственный интеллект» и «тупые миссии». В обзоре был упомянут лишь один плюс: «умеренно впечатляющие визуальные эффекты». В целом же о графике сайт отозвался резко негативно. Блог на игровую тематику «Frictonless Insight» дал игре 1,5 звезды из 10, отметив занимающую слишком много времени загрузку уровней. В основном он выделял те же минусы, что и в обзорах других изданий: устаревшая графика, «примитивный» звук, «ужасный» искусственный интеллект и так далее.

### Телепередачи
Игра была рассмотрена в первом выпуске программы «Без винта» (бывш. «От винта!») от 25 марта 2008 года. Ведущие обратили внимание на странности в геймплее и недостатки искусственного интеллекта врагов, которые «вяло атакуют» и «стоят в полный рост». Гамовер и Бонус не могли не отметить, что игра сильно проигрывает в сравнении с конкурентами, такими как Call of Duty и Medal of Honor. Ведущие с иронией отнеслись к ограниченному выбору персонажей, включая Снайпера, Командоса и Разведчика, чьи способности зачастую оказываются бесполезными. Бонус отметил проблемы с музыкой, которую нельзя отключить или сделать тише, а также с комичными моментами в сюжетной линии, например, встречей с персонажем, похожим на Гитлера.

## Рейтинги и награды
Версия Hour of Victory для платформы Xbox 360 получила рейтинг 38,05 % от агрегатора GameRankings на основе 39 рецензий, а версия для PC — ровно 84 % на основе всего лишь одной рецензии. Агрегатор «GameRatio» дал игре рейтинг 42 %. Рейтинг игры от «Metacritic» составляет 37 баллов из 100, а от «TopTenReviews» — 1,5 балла из 4.
В 2007 году Hour of Victory получила несколько отрицательных игровых наград. Игра победила в номинации «Worst „Value“ of the Year» (с англ. — «Худшая оценка года») в рамках премии «OXM’s 2007 Game of the Year Awards» журнала «Official Xbox Magazine». Победила она и в номинации «Flat-Out Worst Game» (с англ. — «Откровенно худшая игра»), получив 51 % голосов, на премии «Best of 2007 Awards» веб-сайта «GameSpot».